# Signornò
Signornò (At Ease) è una serie televisiva statunitense in 14 episodi trasmessi per la prima volta nel corso di una sola stagione nel 1983.
È una sitcom incentrata sulle vicende del personale di una base militare del Texas.

## Personaggi e interpreti
- Colonnello Clapp (14 episodi, 1983), interpretato da Roger Bowen.
- Caporale Lola Grey (14 episodi, 1983), interpretata da Jourdan Fremin.
- Maggiore Hawkins (14 episodi, 1983), interpretato da Richard Jaeckel.
- Maxwell (14 episodi, 1983), interpretato da Josh Mostel.
- Pfc. Tony Baker (14 episodi, 1983), interpretato da David Naughton.
- Cardinel (14 episodi, 1983), interpretato da John Vargas.
- Sergente Val Valentine (14 episodi, 1983), interpretato da Jimmie Walker.
- Caporale Wessel (14 episodi, 1983), interpretato da George Wyner.
- Maurice (14 episodi, 1983), interpretato da Jeffrey Bannister.

## Produzione
La serie fu prodotta da Aaron Spelling Productions

### Registi
Tra i registi della serie sono accreditati:
- Bob Sweeney in 6 episodi (1983)
- Hy Averback in 3 episodi (1983)
- Edward H. Feldman in 2 episodi (1983)

### Sceneggiatori
Tra gli sceneggiatori della serie sono accreditati:
- Tom Biener in 7 episodi (1983)
- Ron Landry in 7 episodi (1983)
- Arthur Julian in 5 episodi (1983)
- John Hughes in un episodio (1983)

## Distribuzione
La serie fu trasmessa negli Stati Uniti dal 4 marzo 1983 al 10 giugno 1983 sulla rete televisiva ABC. In Italia è stata trasmessa con il titolo Signornò.

## Episodi
| Stagione       | Episodi | Prima TV USA |
| -------------- | ------- | ------------ |
| Prima stagione | 14      | 1983         |